# Leleque
Leleque es una localidad del noroeste de la provincia del Chubut, Argentina, cabecera del Departamento Cushamen. Se encuentra en la vera de la RN 40 km 1.840, a 40 de El Maitén, 90 de Esquel y 180 km de Bariloche.

## Población
Contó con 116 habitantes (Indec, 2010), lo que representó un incremento del 39,7% frente a los 83 habitantes (Indec, 2001) del censo anterior.
El censo 2022 registró una población de 30 habitantes que se repartieron entre 17 hombres y 13 mujeres. Sin embargo, las cifras obtenidas fueron estimativas solo teniendo en cuenta a la población en viviendas particulares; es decir, excluyendo del dato a la población institucional y las personas sin hogar. Gracias a este censo también fue posible conocer su densidad y tamaño urbano.
| Gráfica de evolución demográfica de Leleque entre 1991 y 2022 |
|                                                               |
| Fuente: censos nacionales del INDEC                           |

## Museo de Leleque
En el área esteparia, a 100 m de las vías de "La Trochita" y al pie de Los Andes, está el Museo histórico de Leleque. Allí se encuentra la extensa "Estancia Leleque" (96.000 ha), creada en el siglo XIX por la británica Argentine Southern Land Company y propiedad actual de la familia Benetton, quien patrocina el denominado "Museo Leleque", que abre de jueves a martes (feriados y miércoles cerrado) de 11 a 17. 
El Museo surge de la colección donada por Pablo Korchenewsky, que con la coordinación del antropólogo Rodolfo Casamiquela, se ha orientado a mostrar la cultura tehuelche, originaria de la Patagonia, y aún en 2006, con sus derechos usurpados.